# Ligne Utsunomiya
La ligne Utsunomiya (宇都宮線, Utsunomiya-sen) est le nom donné à la ligne principale Tōhoku entre les gares d'Ueno à Tokyo et Kuroiso à Nasushiobara. Elle appartient au réseau de la JR East.

## Caractéristiques

### Ligne
- longueur : 159,9 km
- écartement des voies : 1 067 mm
- électrification : 1 500 Vcc
- vitesse maximale : 120 km/h

### Services et interconnexions
La ligne Utsunomiya est interconnectée à Ueno avec la ligne Ueno-Tokyo en direction des lignes Tōkaidō et Itō.
La ligne est desservi par plusieurs services :
- Local : s'arrête à toutes les gares ;
- Rapide Acty : s'arrête à toutes les gares de la ligne Utsunomiya et continue sur la ligne Tōkaidō ;
- Rapide Rabbit : s'arrête à moins de gares et continue sur la ligne Tōkaidō ;
- Commuter rapide : s'arrête à encore moins de gares et est terminus Ueno ;
- Shōnan-Shinjuku local : s'arrête à toutes les gares de Utsunomiya à Akabane sauf Saitama-Shintoshin puis poursuit sur la ligne Shōnan-Shinjuku en direction de Shinjuku, Ōfuna et Zushi ;
- Shōnan-Shinjuku rapide : s'arrête à moins de gare de Utsunomiya à Akabane puis poursuit sur la ligne Shōnan-Shinjuku en direction de Shinjuku, Ōfuna et Zushi en service local.

### Liste des gares
Légende :
 : Le train s'arrête à la gare
｜ : Le train passe sans s'arrêter
 : Le train s'arrête à la gare sur des voies dédiées à sa ligne.
| Numéro  | Gare                     | Nom japonais   | Distance (km) | Services ligne Utsunomiya | Services ligne Utsunomiya | Services ligne Utsunomiya | Services ligne Shōnan-Shinjuku     | Services ligne Shōnan-Shinjuku     | Correspondances | Localisation | Localisation          |
| Numéro  | Gare                     | Nom japonais   | Distance (km) | Local et Rapide Acty      | Rapide Rabbit             | Commuter rapide           | Local                              | Rapide                             | Correspondances | Localisation | Localisation          |
| ------- | ------------------------ | -------------- | ------------- | ------------------------- | ------------------------- | ------------------------- | ---------------------------------- | ---------------------------------- | --- | ------------ | --------------------- |
| UENJU02 | Ueno*                    | 上野           | 0             | Disque noir               | Disque noir               | Disque noir               | Ligne JS Shōnan-Shinjuku           | Ligne JS Shōnan-Shinjuku           | JR East : Tōhoku Shinkansen , JJ Jōban, JK Keihin-Tōhoku, JU Takasaki, JY Yamanote JU Ueno-Tokyo (interconnexion) Tokyo Metro : G Ginza, H Hibiya        | Taitō        | Tokyo                 |
| JU03    | Oku                      | 尾久           | 4,8           | Disque noir               | ｜                        | Disque noir               | Ligne JS Shōnan-Shinjuku           | Ligne JS Shōnan-Shinjuku           | JR East : JS Shōnan-Shinjuku, JU Takasaki | Kita         | Tokyo                 |
| ABNJU04 | Akabane                  | 赤羽           | 9,8           | Disque noir               | Disque noir               | Disque noir               | Triangle noir pointant vers le bas | Triangle noir pointant vers le bas | JR East : JK Keihin-Tōhoku, JA Saikyō, JS Shōnan-Shinjuku, JU Takasaki                                                                                   | Kita         | Tokyo                 |
| URWJU05 | Urawa                    | 浦和           | 20,8          | Disque noir               | Disque noir               | Disque noir               | Triangle noir pointant vers le bas | Triangle noir pointant vers le bas | JR East : JK Keihin-Tōhoku, JS Shōnan-Shinjuku, JU Takasaki                                                                                              | Saitama      | Préfecture de Saitama |
| JU06    | Saitama-Shintoshin       | さいたま新都心 | 25,3          | Disque noir               | ｜                        | ｜                        | ｜                                 | ｜                                 | JR East : JK Keihin-Tōhoku, JS Shōnan-Shinjuku, JU Takasaki                                                                                              | Saitama      | Préfecture de Saitama |
| OMYJU07 | Ōmiya                    | 大宮           | 26,9          | Disque noir               | Disque noir               | Disque noir               | Disque noir                        | Disque noir                        | JR East : Jōetsu Shinkansen, Tōhoku Shinkansen, JK Keihin-Tōhoku, JA Saikyō et Kawagoe, JS Shōnan-Shinjuku, JU Takasaki Tōbu : TD Urban Park New Shuttle | Saitama      | Préfecture de Saitama |
|         | Toro                     | 土呂           | 29,9          | Disque noir               | ｜                        | ｜                        | Disque noir                        | ｜                                 | | Saitama      | Préfecture de Saitama |
|         | Higashi-Ōmiya            | 東大宮         | 32,0          | Disque noir               | ｜                        | ｜                        | Disque noir                        | ｜                                 | | Saitama      | Préfecture de Saitama |
|         | Hasuda                   | 蓮田           | 35,8          | Disque noir               | Disque noir               | ｜                        | Disque noir                        | Disque noir                        | | Hasuda       | Préfecture de Saitama |
|         | Shiraoka                 | 白岡           | 40,1          | Disque noir               | ｜                        | ｜                        | Disque noir                        | ｜                                 | | Shiraoka     | Préfecture de Saitama |
|         | Shin-Shiraoka            | 新白岡         | 42,5          | Disque noir               | ｜                        | ｜                        | Disque noir                        | ｜                                 | | Shiraoka     | Préfecture de Saitama |
|         | Kuki                     | 久喜           | 45,5          | Disque noir               | Disque noir               | Disque noir               | Disque noir                        | Disque noir                        | Tōbu : TI Isesaki | Kuki         | Préfecture de Saitama |
|         | Higashi-Washinomiya      | 東鷲宮         | 48,2          | Disque noir               | ｜                        | ｜                        | Disque noir                        | ｜                                 | | Kuki         | Préfecture de Saitama |
|         | Kurihashi                | 栗橋           | 53,8          | Disque noir               | ｜                        | ｜                        | Disque noir                        | ｜                                 | Tōbu : TN Nikkō (interconnexion) | Kuki         | Préfecture de Saitama |
|         | Koga*                    | 古河           | 61,3          | Disque noir               | Disque noir               | Disque noir               | Disque noir                        | Disque noir                        | | Koga         | Préfecture d'Ibaraki  |
|         | Nogi                     | 野木           | 66,0          | Disque noir               | ｜                        | ｜                        | Disque noir                        | ｜                                 | | Nogi         | Préfecture de Tochigi |
|         | Mamada                   | 間々田         | 69,9          | Disque noir               | ｜                        | ｜                        | Disque noir                        | ｜                                 | | Oyama        | Préfecture de Tochigi |
|         | Oyama                    | 小山           | 77,2          | Disque noir               | Disque noir               | Disque noir               | Disque noir                        | Disque noir                        | JR East : Tōhoku Shinkansen, Mito, Ryōmō | Oyama        | Préfecture de Tochigi |
|         | Koganei (ja)*            | 小金井         | 84,7          | Disque noir               | Disque noir               | Disque noir               | Disque noir                        | Disque noir                        | | Shimotsuke   | Préfecture de Tochigi |
|         | Jichi Medical University | 自治医大       | 87,3          | Disque noir               | Disque noir               | Disque noir               | Disque noir                        | Disque noir                        | | Shimotsuke   | Préfecture de Tochigi |
|         | Ishibashi                | 石橋           | 92,0          | Disque noir               | Disque noir               | Disque noir               | Disque noir                        | Disque noir                        | | Shimotsuke   | Préfecture de Tochigi |
|         | Suzumenomiya             | 雀宮           | 98,4          | Disque noir               | Disque noir               | Disque noir               | Disque noir                        | Disque noir                        | | Utsunomiya   | Préfecture de Tochigi |
|         | Utsunomiya*              | 宇都宮         | 106,1         | Disque noir               | Disque noir               | Disque noir               | Disque noir                        | Disque noir                        | JR East : Tōhoku Shinkansen, Nikkō Métro léger d'Utsunomiya                                                                                              | Utsunomiya   | Préfecture de Tochigi |
|         | Okamoto                  | 岡本           | 112,3         | Disque noir               |                           |                           |                                    |                                    | | Utsunomiya   | Préfecture de Tochigi |
|         | Hōshakuji                | 宝積寺         | 117,8         | Disque noir               |                           |                           |                                    |                                    | JR East : Karasuyama | Takanezawa   | Préfecture de Tochigi |
|         | Ujiie                    | 氏家           | 123,7         | Disque noir               |                           |                           |                                    |                                    | | Sakura       | Préfecture de Tochigi |
|         | Kamasusaka               | 蒲須坂         | 128,2         | Disque noir               |                           |                           |                                    |                                    | | Sakura       | Préfecture de Tochigi |
|         | Kataoka                  | 片岡           | 132,1         | Disque noir               |                           |                           |                                    |                                    | | Yaita        | Préfecture de Tochigi |
|         | Yaita                    | 矢板           | 138,4         | Disque noir               |                           |                           |                                    |                                    | | Yaita        | Préfecture de Tochigi |
|         | Nozaki                   | 野崎           | 143,2         | Disque noir               |                           |                           |                                    |                                    | | Ōtawara      | Préfecture de Tochigi |
|         | Nishi-Nasuno             | 西那須野       | 148,4         | Disque noir               |                           |                           |                                    |                                    | | Nasushiobara | Préfecture de Tochigi |
|         | Nasushiobara             | 那須塩原       | 154,4         | Disque noir               |                           |                           |                                    |                                    | JR East : Tōhoku Shinkansen | Nasushiobara | Préfecture de Tochigi |
|         | Kuroiso*                 | 黒磯           | 159,9         | Disque noir               |                           |                           |                                    |                                    | JR East : Tōhoku | Nasushiobara | Préfecture de Tochigi |

Les gares marquées d'un astérisque peuvent servir de terminus à certains trains.

## Matériel roulant

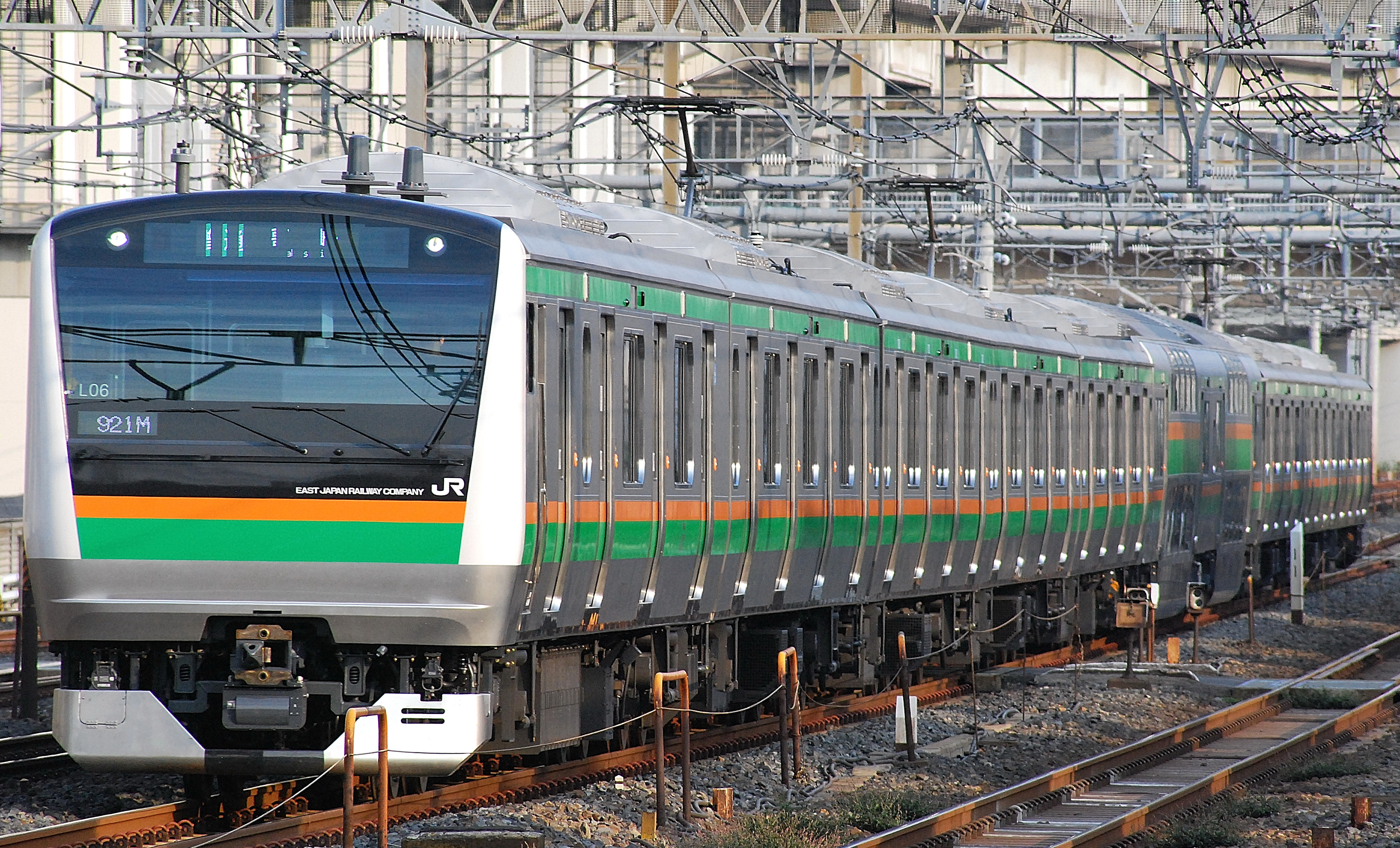
JR East série E233
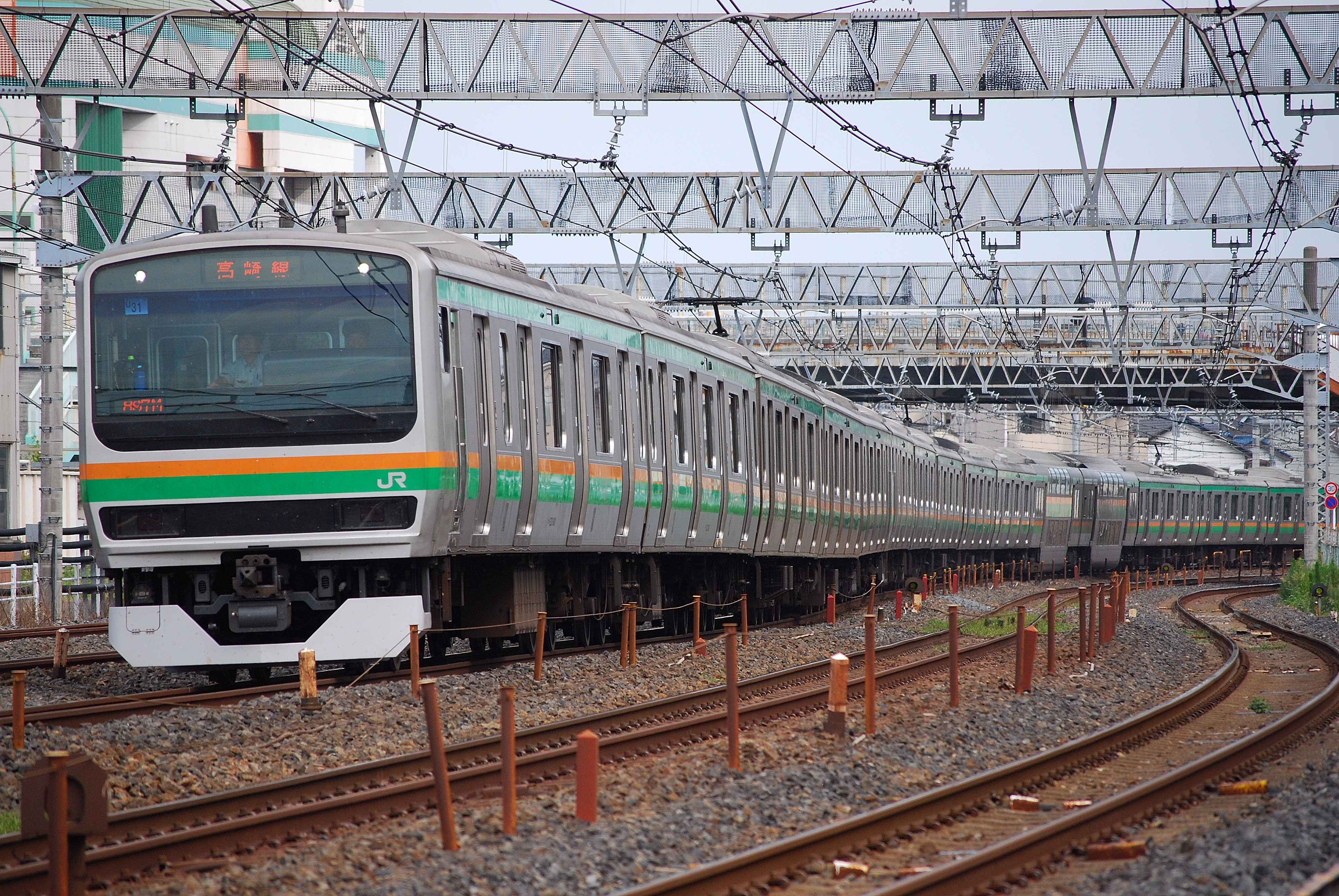
JR East série E231
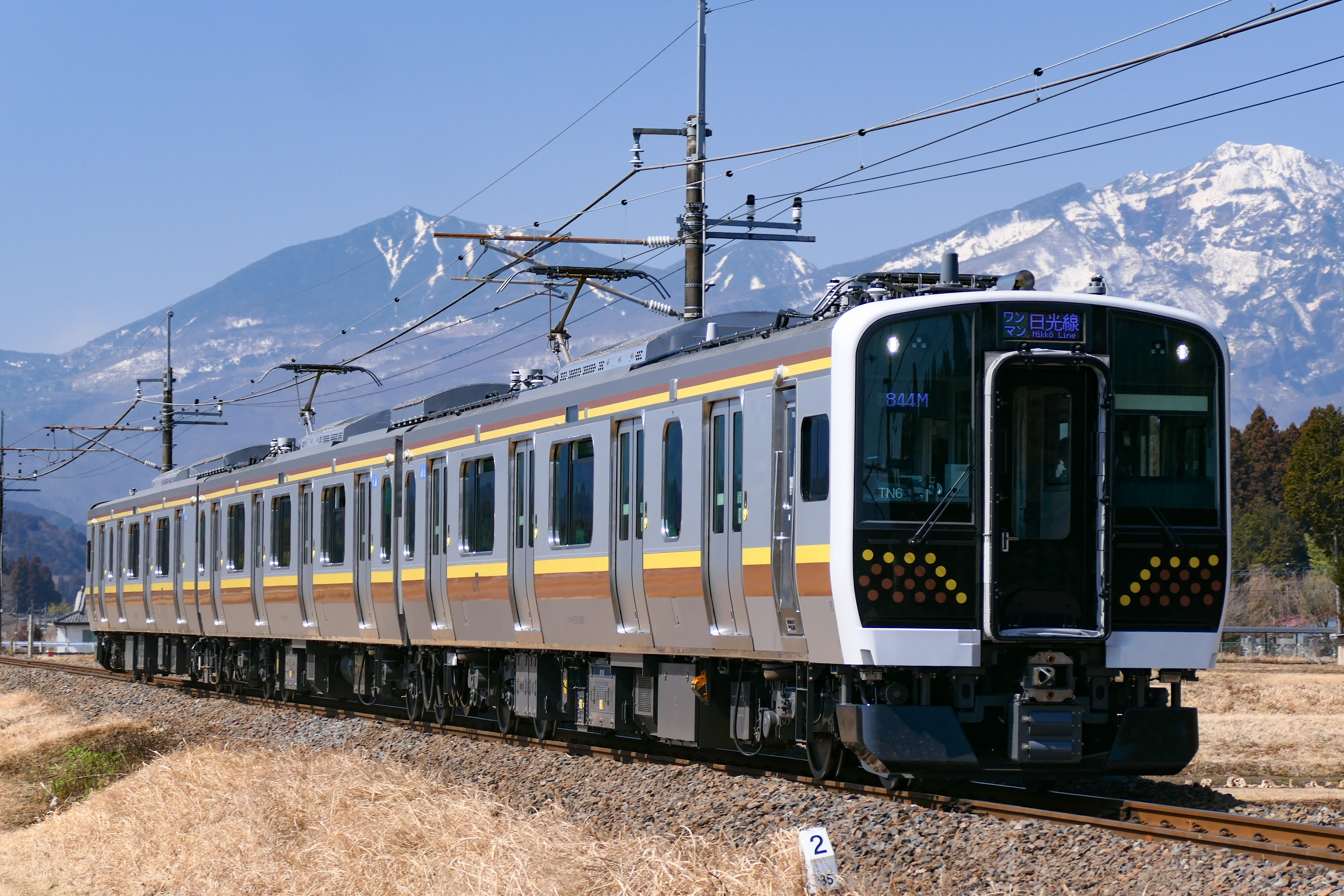
JR East série E131
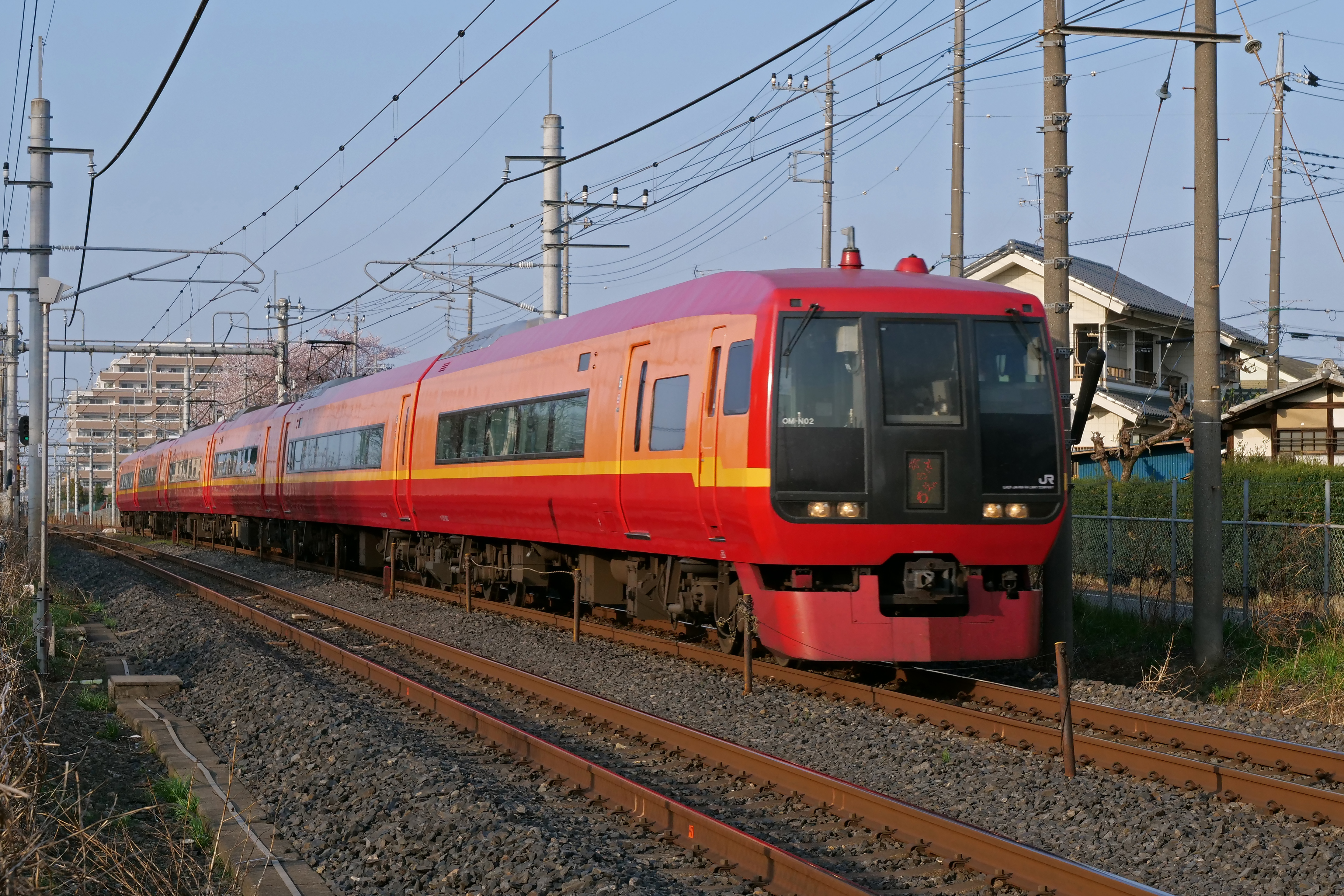
JR East série 253 (services Kinugawa)
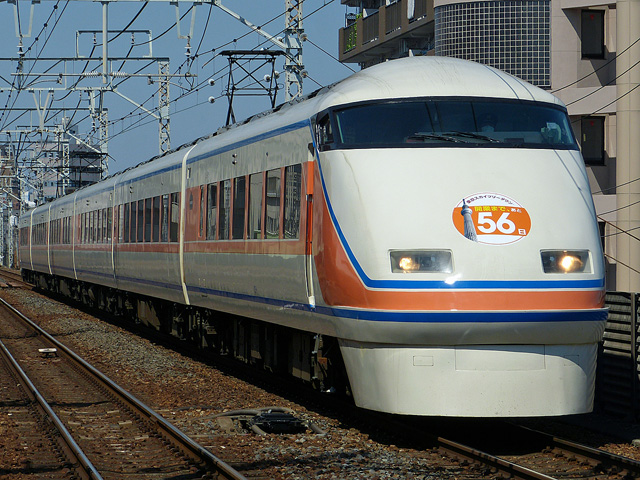
Tobu série 100 (services Spacia Nikkō)